# Otto Engström

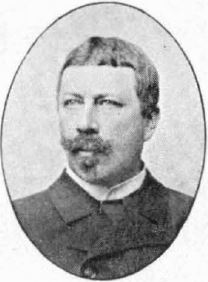
Otto Engström.

Otto Ingemar Engström, född 3 mars 1853 i Nykarleby, död 7 maj 1919 i Helsingfors, var en finländsk läkare.
Engström blev student 1871, medicine licentiat 1880, medicine och kirurgie doktor 1882 på avhandlingen Om eclampsia gravidarum, parturientium et puerparium. År 1883 utgav han Om vaginal totalexstirpation af uterus för maligna nybildningar, för vilken han blev docent året därpå. År 1892 blev han extra ordinarie professor i gynekologi 1892 i Helsingfors. Han upprättade 1895 en statsunderstödd gynekologisk klinik i nämnda stad.
I sina skrifter behandlade Engström huvudsakligen frågor hänförande sig till den operativa gynekologins och obstetrikens område; dithörande arbeten av honom själv och av hans lärjungar publicerades från 1897 i de av honom utgivna Mittheilungen aus der gynäkologischen Klinik des Prof. d:r Otto Engström. Bland hans övriga arbeten märks hans professorsspecimen Om förlossningens inverkan på fostrets respiration (1889).